# Борисовка (Стерлибашевский район)
Борисовка (баш. Борисовка) — деревня в Стерлибашевском районе Башкортостана, входит в состав Бакеевского сельсовета.

## Население
| 2002 | 2009 | 2010 |
| ---- | ---- | ---- |
| 42   | ↘39  | ↘35  |

Национальный состав
Согласно переписи 2002 года, преобладающая национальность — русские (74 %).

## Географическое положение
Деревня расположена на реке Сухой Кундряк.
Расстояние до:
- районного центра (Стерлибашево): 15 км,
- центра сельсовета (Бакеево): 3 км,
- ближайшей ж/д станции (Стерлитамак): 75 км.

## Известные уроженцы
- Антошкин, Евгений Порфирьевич (род. 1932) — советский работник добывающей отрасли, экскаваторщик, Герой Социалистического Труда (1971)[5].